# Patrick Janin
Patrick Janin, né à Azé, est un coureur cycliste français. Depuis 2001, il travaille chez AG2R La Mondiale en tant que mécanicien.

## Biographie
Patrick Janin prend sa première licence en 1971 ou 1972. Cycliste amateur, il remporte plusieurs courses au niveau national comme le Circuit des Monts du Livradois en 1988 ou le Circuit boussaquin en 1989. En 1982, il est sélectionné en équipe de France amateurs pour participer à la Milk Race, en Grande-Bretagne. Il arrête la compétition en 1993,.
Une fois sa carrière terminée, il devient mécanicien en 1994 dans l'équipe Chazal grâce à son manager Vincent Lavenu, qu'il a côtoyé lorsqu'il était coureur,. Il occupe ensuite cette fonction dans les équipes Agrigel-La Creuse et La Française des jeux, avant de revenir chez Vincent Lavenu en 2001 dans l'équipe AG2R Prévoyance.

## Palmarès
| - 1980 - Grand Prix du Cru Fleurie - Grand Prix de Chardonnay - 2e du Trophée de la Montagne bourbonnaise - 1981 - 3e du Critérium de La Machine - 3e du Grand Prix de Saint-Symphorien-sur-Coise - 1982 - 4e étape du Circuit de Saône-et-Loire - 3e du Ruban Nivernais-Morvan - 3e du Grand Prix de Chardonnay - 3e du Grand Prix de Saint-Symphorien-sur-Coise - 1983 - Grand Prix Mathias - Grand Prix de Saint-Symphorien-sur-Coise - Grand Prix de Châtel-Guyon - 1984 - 2e du Tour du Pays de Gex - 2e de la Flèche d'or européenne - 1985 - 2e du Tour du Pays de Gex - 3e du Circuit boussaquin - 3e du Tour des Combrailles | - 1986 - 3e du Tour du Charolais - 1987 - Circuit des Deux Ponts à Montluçon - 2e du Critérium de La Machine - 3e du Grand Prix de la Trinité - 3e du Circuit des Boulevards - 1988 - Circuit des Monts du Livradois - 2e du Grand Prix de Chardonnay - 3e du Circuit des Boulevards - 1989 - Circuit boussaquin - 1990 - Grand Prix de Saint-Symphorien-sur-Coise |  |